# Le Mozart des pickpockets
Le Mozart des pickpockets è un cortometraggio scritto e diretto  da Philippe Pollet-Villard.

## Accoglienza
Il film ha ottenuto nella serata dei Premi Oscar 2008 l'Oscar al miglior cortometraggio per il 2008. Ha vinto nel 2007 l'Academy Award for Live Action Short Film e due giorni prima il premio César Award.